# Liste des peintres juifs de l'École de Paris
Les peintres juifs de l'École de Paris sont originaires des pays de l’Est : Russie, Pologne, Allemagne, Bulgarie, Tchécoslovaquie, Roumanie, Hongrie. Ils ont été familiarisés avec les grands maîtres français du XIXe siècle et connaissent les impressionnistes par l’intermédiaire de leurs professeurs, tels Józef Pankiewicz à Cracovie, Ilia Répine à Saint-Pétersbourg, Adolf Fényes, Isaac Perlmutter (hu) à Budapest et Lovis Corinth à Berlin. Âgés d’une vingtaine d’années pour la plupart, ils sont des acteurs de l’émancipation juive et participent au mouvement de réveil social et intellectuel en Europe qui se caractérise par la perte du religieux et l’engagement politique, et se trouvent en coïncidence avec le contexte cosmopolite des grandes capitales de l’époque, Vienne, Berlin et surtout Paris. Ils seront plus de 500 peintres dans le Paris de l'entre-deux-guerres, formant un réseau d'amitié et, de proche en proche, se connaissant tous.
La Première Guerre mondiale aura tôt fait de les disperser, renvoyant en Allemagne Rudolf Levy, Walter Bondy et Otto Freundlich. Léopold Gottlieb part rejoindre en Pologne l'armée du maréchal Pilsudski. Marc Chagall, Emmanuel Mané-Katz, Abram Brazer, Savely Schleifer retournent en Russie. Eugène Zak s'installe à Nice et à Vence, avant de rejoindre en compagnie de son épouse sa ville natale.
Nombreux sont ceux qui se portent volontaires dans l'armée française : Kisling est réformé en 1915, après une blessure, Louis Marcoussis, ami d'Apollinaire, sera décoré, quant à Simon Mondzain, il gardera l'uniforme jusqu'en juillet 1918. Certains, réformés pour raisons de santé, comme Modigliani et Soutine, se portent alors volontaires pour des corvées. Jules Pascin part pour Londres afin d'échapper au service dans l'armée bulgare.
Pendant les années de guerre, les artistes restés à Paris sans pension ni aide se solidarisent. À partir de 1915, Marie Vassilieff tient une cantine artistique dans son atelier situé dans l'impasse du 21, avenue du Maine, qui ne désemplit pas durant toute la guerre. On y parle toutes les langues.
La Première Guerre mondiale marque l'entrée des peintres juifs de Montparnasse sur la scène parisienne. En décembre 1915, Germaine Bongard, sœur du couturier Paul Poiret, parraine une série d'expositions dans sa boutique de la rue de Penthièvre. La première présente des tableaux de Modigliani, des tableaux de Kisling, qui voisinent avec des tableaux de Picasso, des tableaux de Fernand Léger, d'Henri Matisse et d'André Derain.
Ces peintres se défont peu à peu de la position de marginaux qui était la leur. Le retour du front leur procure un « certificat de bonne conduite », des perspectives s'ouvrent alors.
Léopold Zborowski organise le 3 décembre 1917 la première exposition personnelle de Modigliani à la galerie B. Weill. Pour la préface du catalogue, Blaise Cendrars écrit un poème.
Le président de la République François Mitterrand a inauguré l’exposition « De la Bible à nos jours, 3 000 ans d’Art » le jeudi 6 juin 1985. Cette exposition présentait, parmi l’ensemble des œuvres, une rétrospective des artistes juifs de l’École de Paris. Cette locution est employée par André Warnord sous la demande de Paul Signac (président de la Société des artistes indépendants) pour accueillir les nouveaux artistes d’ascendance juive qui ont fui les conditions sociales et politiques de l'Europe centrale ou de l'Europe de l’Est. L’exposition rend hommage plus particulièrement aux artistes juifs qui ont inauguré de nouvelles conceptions artistiques grâce au Salon des indépendants. Le Salon des indépendants fut un espace, à l’origine, pour accueillir de nouveaux esprits, de nouvelles cultures dont les artistes ont  pu manifester  à travers les formes plastiques et  le choix des couleurs  un imaginaire lyrique, poétique, humoristique, tragique proche de la culture juive.
Cet hommage au Salon par François Mitterrand aux peintres juifs de l'École de Paris s’est imposé pour mesurer l’importance de ces peintres comme Marc Chagall, Amadeo Modigliani, Eugène Zak.
En 2021, le musée d'Art et d'Histoire du judaïsme à Paris rend hommage aux artistes juifs de l'École de Paris et à Hersh Fenster en présentant deux expositions temporaires liées : « Chagall, Modigliani, Soutine... Paris pour école. 1905-1940 » et « Hersh Fenster et le shtetl perdu de Montparnasse ». Hersh Fenster (Baranow, 1892 – Paris, 1964) était un journaliste et écrivain yiddish. Après un long travail de recherche, son ouvrage Undzere farpaynikte kinstler (Nos artistes martyrs), est publié à Paris en 1951 en yiddish. Accompagné d'un poème en préface écrit par Marc Chagall, ce livre d'art et mémorial retrace les trajectoires de 84 artistes juifs de l'École de Paris plus ou moins célèbres qui périrent durant la Seconde Guerre mondiale. À l'occasion de l'exposition « Hersh Fenster et le shtetl perdu de Montparnasse », une nouvelle édition de cet ouvrage, pour la première fois en français, paraît. Cette publication permet à un plus large public de connaître et de se souvenir de la vie et de l'œuvre de ces nombreux artistes juifs au destin tragique.

## Liste des peintres
(août 2021).
Si vous disposez d'ouvrages ou d'articles de référence ou si vous connaissez des sites web de qualité traitant du thème abordé ici, merci de compléter l'article en donnant les références utiles à sa vérifiabilité et en les liant à la section « Notes et références ».
- Alfred Aberdam (1894-1963), Galicie
- Jankel Adler (1895-1949), Pologne
- Lou Albert-Lasard (1885-1969), Franco-allemande
- Isaac Antcher (1899-1992), Moldavie
- Armand Assus (1892-1977), Algérie
- Salomon Assus (1850-1919), Algérie
- David Azuz (1942-2014), Israël
- Alexandre Altmann (1885-1934), Ukraine
- Gérard Altmann (1923-2012), France
- Simon Avissar (1938), Maroc
- Max Band (1901-1974), Lituanie
- Vladimir Baranoff-Rossiné (1888-1944), Ukraine
- Bärbel Bohley (1945-2010), Allemagne
- Hanna Ben-Dov (1919-2009), Israël
- Benn (1905-1989), Russie
- Marcelle Bergerol (1901-1989), France
- Maurice Blond (1899-1974), Pologne
- Arbit Blatas (1908-1999), Lituanie
- Joseph Alfred Bellet du Poisat (1823-1883), France
- Albert Benaroya (1963), Israël
- Walter Bondy (1880-1940), Tchécoslovaquie
- Abram Brazer (1892-1942), Moldavie
- Marc Chagall (1887-1985), Biélorussie
- Béla Czobel (1883-1976), Hongrie
- Géula Dagan (1925-2008), Israël
- Hermine David (1886-1970), France
- Aaron Dejez (1900-1951), Pologne
- Sonia Delaunay (1885-1979), Ukraine
- Isaac Dobrinsky (1891-1973), Ukraine
- Marcel Dyf (1899-1985), France
- Henri Epstein (1891-1944), Pologne
- Aizik Feder (1886-1943), Ukraine
- Georges Feher (1929-2015), Hongrie
- Boris Borvine Frenkel (1895-1984), Pologne
- Otto Freundlich (1878-1943), Allemagne
- David Garfinkiel (1902-1970), Pologne
- Léopold Gottlieb (1883-1934), Pologne
- Samuel Granowsky (1882-1942), Ukraine
- Nahum Gutman (1898-1930), Autriche-Hongrie
- Nathan Gutman (1914-1990), Pologne
- Pierre Grimm (1898-1979), Allemagne
- Alice Halicka (1889-1974), Pologne
- Jacques Hara (1933)
- Henri Hayden (1883-1970), Pologne
- Heinrich Hirt (1841-1902), Allemagne
- Marthe Hirt (1890-1985), Belgique
- Paul Hirt (1898-1951), Allemagne
- Philippe Hosiasson (1898-1978), Ukraine
- Nicolas Issaiev (1891-1977), Ukraine
- Georges Kars (1882-1945), Tchéquie
- Michel Kikoïne (1892-1968), Biélorussie
- Moïse Kisling (1891-1953), Pologne
- Alain Kleinmann, (1953), France
- Ernst Korner (1846-1927), Allemagne
- Pinchus Krémègne (1890-1981), Biélorussie
- Menahem Krif (1923-?), Tunisie
- David Lan-Bar (1912-1987), Pologne
- Zygmunt Landau (1898-1962), Pologne
- Rudolf Levy (1875-1944), Allemagne
- Max Liebermann (1847-1935), Allemagne
- Ossip Lubitch (1896-1990), Biélorussie
- Jacob Macznik (1905-1945), Pologne
- Emmanuel Mané-Katz (1894-1962), Ukraine
- Louis Marcoussis (1878-1941), Pologne
- Marevna (1892-1984), Russie
- Grégoire Michonze (1902-1982), Roumanie
- Sigmund Menkès (1896-1986), Ukraine
- Abraham Mintchine (1898-1931), Ukraine
- Amedeo Modigliani (1884-1920), Italie
- Édouard Moyse (1827-1908), France
- Simon Mondzain (1888-1979), Pologne
- Mela Muter (1876-1967), Pologne
- Vladimir Naïditch (1903-1980), Russie
- Amcheï Nürenberg (1887-1979), Ukraine
- Moritz-Daniel Oppenheim (1800-1882), Allemagne
- Isaac Païles (1895-1978), Ukraine
- Jules Pascin (1885-1930), Bulgarie
- Leonid Pasternak (1862-1945), Russie
- Lutka Pink (1916-1998), Pologne
- Joseph Pressmane (1904-1967), Ukraine
- Élie Anatole Pavil (1873-1944), Ukraine
- Jules Pascin (1885-1930), Bulgarie
- Oscar Rabin (1928-2018), Russie
- Alfréd Réth (1884-1966), Hongrie
- Sam Ringer (1918-1986), Pologne
- Isaachar Ryback (1897-1935), Ukraine
- Hugo Scheiber (1873-1950), Hongrie
- Savely Schleifer (1881-1943), Ukraine
- Zygmund Schreter (1896-1977), Pologne
- Simon Segal (1898-1969), Pologne
- Pinchas Shaar (1923-1996)
- Nat Mayer Shapiro (1919-2005), États-Unis
- Marcel Slodki (1892-1943), Pologne
- Simeon Solomon (1840-1905), Grande-Bretagne
- Chaïm Soutine (1893-1943), Biélorussie
- Walter Spitzer (1927-2021), France
- Edgar Stoebel (1909-2001), Algérie
- Marek Szwarc (1892-1958), Pologne
- Théo Tobiasse (1927-2012), Israël
- Mark Tochilkin (1958), Ukraine
- Tchernianski
- Yigal Tumarkin (1933), Allemagne
- Albert Vagh Weinmann (1931-1983), France
- Vanier
- Marie Vassilieff (1884-1957), Russie
- Marcel Vertes (1895-1961), Hongrie
- Lazare Volovick (1902-1977), Ukraine
- Elemer Vagh Weinmann (1906-1990), Hongrie
- Abraham Weinbaum (1890-1943), Ukraine
- Léon Weissberg (1895-1943), Pologne
- Charles-André Wolf (1907-1999), France
- Jacques Yankel (1920), France
- Eugène Zak (1884-1926), Pologne
- Gabriel Zendel (1906-1992), Autriche-Hongrie